# Resistència de Guinea Bissau-Moviment Bafatá
Lae Resistència de Guinea Bissau-Moviment Bafatá (portuguès: Resistência da Guiné-Bissau-Movimento Bafatá, RGB-MB) és una partit polític de Guinea Bissau. Havia estat una organització de l'oposició al país, però avui és un partit minoritari i sense representació parlamentària.

## Història
El partit es va establir com a Moviment Bafatá a Portugal el 27 de juliol 1986 per Domingos Fernandes Gomes després que el seu amic de la infància Viriato Rodrigues Pa va ser executat juntament amb altres cinc acusats d'intentar enderrocar el règim de João Bernardo Vieira Com que l'organització va rebre el suport de la gran majoria de la població de Guinea expatriada a Portugal, el PAIGC govern va intentar assassinar als líders del RGB. En 1991 va adoptar el seu nom actual.
Quan es va introduir la política multipartidista a principis de 1990, a les eleccions generals del 1994 el RGB va convertir-se en el major partit de l'oposició al PAIGC a l'Assemblea Nacional Popular, obtenint 19 dels 100 escons. Fernandes va acabar en tercer lloc a les eleccions presidencials amb el 17% dels vots. A les eleccions generals de 1999 el RGB va obtenir uns altres 10 escons, convertint-se en l'oposició al nou partit governant, el Partit de Renovació Social. Salvador Tchongó va ser nominat com a candidat del partit a la presidència, però va acabar novè amb només el 2% dels vots. El partit es va unir a un govern de coalició, però es va retirar el gener de 2001 després d'afirmar que no va ser consultat sobre una remodelació de gabinet.
Els problemes interns es van posar de manifest quan Zinha Vaz van sortir del RGB per ajudar a establir l'aliança Plataforma Unida en 2003. El partit va perdre tots els seus escons a les eleccions parlamentàries de 2004, i no participar en les eleccions de 2005, 2008, 2009 o 2012.
El partit va tornar a la política activa quan es va presentar a les eleccions parlamentàries de 2014, però va rebre només el 1,6% dels vots i no va poder obtenir cap escó.